# محوطه پشتی ۲
محوطه پشتی ۲ مربوط به سده‌های متاخر دوران‌های تاریخی پس از اسلام است و در شهرستان زرآباد، بخش مرکزی، ۴ کیلومتری شمال غرب روستای درک و در منطقه پشتی واقع شده و این اثر در تاریخ ۲۶ اسفند ۱۳۸۷ با شمارهٔ ثبت ۲۵۹۰۴ به‌عنوان یکی از آثار ملی ایران به ثبت رسیده است.